# Boltklap
Boltklap, vroeger ook Belteklap, Bolttil of op de Bolte genoemd, is een gehucht in de gemeente Groningen in de Nederlandse provincie Groningen, grenzend aan de buurtschap Bouwerschap. Het ligt direct ten oosten van Ten Boer aan de andere kant van het Damsterdiep. Aan de oostkant wordt het begrensd door het Eemskanaal. Boltklap ligt in de Boltjerpolder.
Het gehucht is genoemd naar de klapbrug over het Damsterdiep uit 1807, die tegenwoordig Boltbrug wordt genoemd. Een boerderij was in 1632 bij de Bolten gelegen, een andere stond in de Bolte; de buurtschap heette in 1719 op de Bolte. De nabijgelegen rechtplaats werd Ten Bolte genoemd. Mogelijk is dit woord afgeleid van de naam Bouwerschap.
Bij het gehucht staan de zaagmolen 'Bovenrijge' (sinds jaren 1980) en de korenmolen 'De Widde Meuln' (sinds 1839). Voor de Bovenrijge stond tussen ca. 1811 en ca. 1903 ook al een zaagmolen aan de noordzijde van Boltklap.
Stad: Groningen

Dorpen: Garmerwolde · Glimmen · Haren · Harkstede (deels) · Lageland · Lellens · Meerstad · Noordlaren · Onnen · Sint-Annen · Ten Boer · Ten Post · Thesinge · Winneweer · Woltersum

Buurtschappen: Achter-Thesinge · Boltklap · Bouwerschap · Bovenrijge · Dilgt · Dorkwerd · Engelbert · Emmerwolde · Essen · Euvelgunne · Felland · Harendermolen · Hemert · Hemmen · Hoogkerk · Leegkerk · Hoornsedijk · Klein Harkstede · Kröddeburen · Lageweg · Lutjewolde · Middelbert · Noorddijk · Noorderhoogebrug · Oosterdijkshorn · Oosterhoogebrug · Oude Roodehaan · Paterswolde (deels) · Ruischerbrug · Roodehaan · Slaperstil · Steerwolde · Vierverlaten · Wittewierum · Zevenhuisjes

Provincie Groningen: Steden en dorpen      Nederland: Provincies · Gemeenten